# 팔열부정각
팔열부정각(八烈婦旌閣)은 대한민국 전라남도 함평군 월야면에 있는 건축물이다. 1975년 5월 22일 전라남도의 기념물 제8호로 지정되었다.

## 개요
여덟 분(정함일의 부인 이씨와 그의 딸 정씨·정경득의 부인 박씨·정희득의 부인 이씨·정운길의 부인 오씨·정주일의 부인 이씨·정절의 부인 김씨·정호인의 부인 이씨)의 열녀를 추모하기 위해 세운 정각이다.
이들은 선조 30년(1592) 정유재란 때 왜군들과 맞서 싸운 남편들의 전사소식을 듣고 피난을 가다 왜군들의 추격을 받고 칠산 앞바다에 투신함으로서 정절을 지켰다고 한다.
숙종 7년(1681) 함평에 정각을 세우고 순절지인 묵방포에는 순절비를 세웠다. 앞면 3칸·옆면 1칸 규모이며, 지붕은 옆면에서 보았을 때 사람 인(人)자 모양과 비슷한 맞배지붕이다. 4면에는 벽체가 없이 화살 모양의 나무를 배열한 홍살을 두르고 있다.

## 참고 자료
- 팔열부정각 - 국가유산청 국가유산포털